# Lord Finesse
Роберт Холл-молодший (англ. Robert Hall Jr.; нар. 19 лютого 1970, Бронкс, Нью-Йорк, Нью-Йорк, США), більш відомий під сценічним псевдонімом Lord Finesse — американський репер і музичний продюсер, що працює в стилі хіп-хоп, і найбільш відомий як лідер гурту D.I.T.C. About.com поставив його під 29 місце у своєму списку 50 найкращих продюсерів хіп-хопу.

## Кар'єра
У 1989 році Фінесс та його колишній партнер DJ Mike Smooth підписали контракт з лейблом Wild Pitch Records, будинком інших популярних хіп-хоп виконавців, таких як Gang Starr, Main Source, Chill Rob G, Percee P та O.C. В 1990 дует випустив свій дебютний альбом Funky Technician. В альбомі взяли участь майбутні зіркові бітмейкери DJ Premier, Diamond D та Showbiz. Незабаром після цього Фінесс сформував популярну нью-йоркську андеграунд команду D.I.T.C., назва якої є абревіатурою від «Diggin In The Crates», разом із Showbiz & AG та Diamond D. Майбутніми учасниками групи стали Fat Joe, O.C., Buckwild та Big L.
Фінес повернувся як сольний виконавець на початку 1992 року зі своїм другим альбомом, Return of the Funky Man . На альбомі взяли участь репери Percee P та AG. Заголовна пісня альбому досягла 13 місця у чарті Hot Rap Singles. Return of the Funky Man' також включав пару пісень, які були спродюсовані самим Фінессом, і це стане початком кар'єри дуже шанованого хіп-хоп продюсера. У 1994 році Фінесс спродюсував трек «Suicidal Thoughts» для класичного дебюту The Notorious B.I.G. Ready to Die. У 1995 році він спродюсував більшу частину дебютного альбому Big L, Lifestylez Ov Da Poor & Dangerous, включаючи сингл «M.V.P.» і з'явився на одній з найяскравіших пісень альбому, «Da Graveyard». Він повернувся як виконавець у 1996 році з нині рідкісним синглом «Check The Method», а потім з визнаним альбомом The Awakening. Фінесс продюсував весь альбом сам і залучив велику кількість гостей, включаючи KRS-One, MC Lyte, Akinyele, Diamond D, Showbiz & AG, O.C. та Kid Capri. Андеграунд сингл «Actual Facts» за участю Sadat X, Large Professor та Grand Puba, був включений як прихований трек на альбомі.
Фінесс не випустив студійного альбому після цієї роботи, але продовжив свою роботу над продюсуванням. У 1997 він спродюсував заголовний трек для визнаного критиками альбому O.C. Jewelz і трек «Channel 10» з дебютного альбому Capone-N-Noreaga The War Report. Фінесс випустив мікстейп під назвою Diggin 'On Blue в 1999 році. Пізніше того ж року він спродюсував трек «The Message» на другому альбомі Dr. Dre 2001. В даний час Фінесс працює над проектом реміксів Funky Technician, а також над новим альбомом D.I.T.C. Разом із цими проектами він та DJ Premier працюють над посмертним альбомом Big L.
У 1998 році Фінесс надав вокальний семпл на приспіві для «The Rockafeller Skank», хітового синглу британського музиканта Fatboy Slim з його альбому You've Come a Long Way, Baby. У пісні є фраза Фінесса, що повторюється «Right about now, the funk soul brother. Check it out now, the funk soul brother».
Лорд Фінесс повернувся до мікрофону на альбомі White People групи Handsome Boy Modeling School в 2004 році. Він взяв участь у пісні під назвою «Rock 'N' Roll (Could Never Hip-Hop Like This) Pt. 2», у співпраці з відомим олд-скул діджеями Grand Wizard Theodore та Jazzy Jay. На альбомі взяли участь Честер Беннінгтон і Майк Шинода з Linkin Park, а також Rahzel, а потім і The Roots.
У червні 2012 року Фінесс подав позов на 10 мільйонів доларів проти лейбла Rostrum Records і DatPiff за використання семпла пісні Фінесса «Hip 2 Da Game», використаної в пісні Mac Miller «Kool-Aid and Frozen Pizza» 2010 року. У січні 2013 року позов було врегульовано на нерозкриту суму.
У 2014 році Lord Finesse спродюсував ремікс для шведської реп-групи Looptroop Rockers для синглу «Another Love Song».
У липні 2020 року він випустив новий альбом реміксів Motown State Of Mind.

## Дискографія

### Студійні альбоми
- Return of the Funky Man (1992)
- The Awakening (1996)

### Спільні альбоми
- Funky Technician (Lord Finesse & DJ Mike Smooth) (1990)

### Інструментальні альбоми
- Instrumentals (2006)
- Funky Man: The Prequel (Instrumentals) (2013)
- SP1200 Project: A Re-Awakening (2014)
- The SP1200 Project: Dat Signature Sound (2014)

### Збірки
- Funky Man: The Prequel (2012)

## Фільмографія

### Документальні фільми
- The Voice of a Nation (1993)
- Freestyle: The Art of Rhyme (2000)
- SBX! Holding Down the Tradition (2003)
- Реп як мистецтво (2012)
- Sample: Not for Sale (2012)
- Stretch and Bobbito: Radio That Changed Lives (2015)
- Еволюція хіп-хопу (2018)
- The Fabulous Chi Ali (2019)

### Телебачення
- Video on Trial (телесеріал) (2006)